# Josephine St. Pierre Ruffin
Josephine St. Pierre Ruffin, född 31 augusti 1842, död 13 mars 1924, var en amerikansk journalist och aktivist. Hon betraktas som en pionjärfigur inom den afroamerikanska kvinnorörelsen.

## Biografi
Josephine St. Pierre Ruffin var dotter till en välbärgad afroamerikansk skräddare och kyrklig ledare i Boston. Hon gifte sig 1858 med juristen och politikern George Lewis Ruffin. Under amerikanska inbördeskriget engagerade hon sig liksom sin make mot slaveriet.

### Kvinnorättsaktivism
Josephine St. Pierre Ruffin engagerade sig tidigt i kvinnors rättigheter och blev 1869 medlem i American Woman Suffrage Association (AWSA).
År 1886 grundade hon The Woman's Era, den första damtidningen för afroamerikanska kvinnor i USA. Hon grundade 1892 en av USA:s första afroamerikanska kvinnoföreningar, Woman's Era Club, som 1895 höll den första afroamerikanska kvinnokonferensen, First National Conference of the Colored Women of America, och bildade 1896 den första afroamerikanska paraplyorganisationen National Association of Colored Women's Clubs. 

## Eftermäle
Josephine St. Pierre Ruffin är inkluderad i National Women's Hall of Fame. 